# بالاشادیارمات
شهر بالاشا‌دیارمات (به مجاری: Balassagyarmat) در نوگراد در کشور مجارستان واقع شده‌است. جمعیت این شهر ۱۶٫۹۲۲ نفر است.